# Adrian Wala
Adrian Wala (ur. 26 maja 1994) – polski judoka.
Zawodnik klubów: KS Polonia Rybnik (2008-2015), KS AZS AWF Katowice (od 2016). Złoty (Sarajewo 2017) i brązowy (Dubrownik 2016) medalista zawodów Pucharu Europy seniorów. Mistrz Polski seniorów 2016, brązowy medalista mistrzostw Polski seniorów 2015 oraz srebrny medalista mistrzostw Polski seniorów 2017 w kategorii do 60 kg. Dwukrotny młodzieżowy mistrz Polski (2015, 2016). Mistrz Polski juniorów w 2013.